# Ray of Light (canción)
«Ray of Light» es una canción interpretada por la cantante estadounidense Madonna, incluida en su séptimo álbum de estudio homónimo. Las compañías Maverick y Warner Bros. Records la publicaron el 27 de abril de 1998 como el segundo sencillo del disco, después de «Frozen». Tiempo después, figuró en los grandes éxitos GHV2 (2001) y Celebration (2009). Fue compuesta por Madonna, William Orbit, Clive Maldoon, Dave Curtiss y Christine Leach, mientras que la producción estuvo a cargo de los dos primeros. Basada en «Sepheryn» (1971), del dúo británico Curtiss Maldoon, es una canción de géneros trance y disco con influencias de la electrónica ácida, que consiste en un sonido de sintetizador principal —que oscila en la nota musical principal— y un riff de guitarra eléctrica. La letra, optimista acorde con la música, es una celebración del poder y el sentido de identidad.
Obtuvo la aclamación de críticos, académicos y periodistas musicales, quienes elogiaron la producción y la voz de Madonna y la reconocieron como una de las más destacadas del álbum. Además, fue incluida en listas de las mejores canciones de la cantante, de la década de 1990 y de todos los tiempos, y estuvo nominada a grabación del año y mejor grabación dance en la 41.ª entrega anual de los premios Grammy, de las cuales ganó la última categoría. Desde el punto de vista comercial, alcanzó el primer puesto en Escocia, España y Grecia y los diez primeros en otros países. En Estados Unidos, lideró el conteo Dance Club Songs y se convirtió en su mayor debut en el Billboard Hot 100, tras ingresar en la quinta posición.
Jonas Åkerlund dirigió el videoclip de «Ray of Light», que muestra escenas de la vida diaria de las personas y de diferentes ciudades alrededor del mundo con la técnica de cámara rápida, mientras Madonna canta y baila detrás de las imágenes. Ganó el Grammy a mejor vídeo musical de formato corto y en la edición de 1998 de los MTV Video Music Awards se alzó con cinco premios, entre ellos a vídeo del año. No obstante, pocos días después de su estreno, Stefano Salvati la acusó de plagiar el concepto de un vídeo que había dirigido para Biagio Antonacci en 1994.
Como parte de la promoción, Madonna presentó el sencillo en el programa The Oprah Winfrey Show y en los MTV Video Music Awards, y posteriormente lo incluyó en el repertorio de las giras mundiales Drowned World (2001), Confessions (2006), Sticky & Sweet (2008-2009) y Celebration (2023-2024). Tras su publicación, numerosos artistas tales como «Weird Al» Yankovic, Natasha Bedingfield e Iggy Pop, entre muchos otros, versionaron el tema y además apareció en campañas publicitarias y en series de televisión como Glee y Padre de familia. «Ray of Light» es a menudo considerado uno de los logros artísticos más importantes en la carrera de Madonna y se le atribuye que atrajera la atención de la cultura principal a la música electrónica.

## Antecedentes y desarrollo

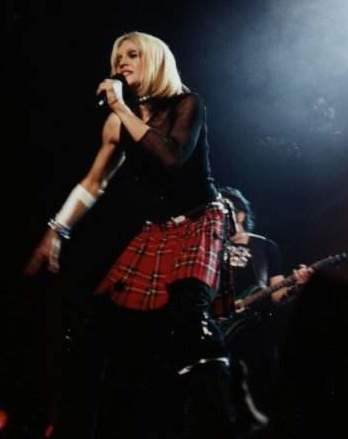
Madonna interpretando «Ray of Light» durante uno de los conciertos del Drowned World Tour (2001)

Entre 1996 y 1998, Madonna pasó por una serie de experiencias que le «cambiaron la vida», entre ellas el nacimiento de su hija Lourdes «Lola» Leon, su interés por el yoga, el misticismo oriental y la Cábala, así como el papel protagónico de Eva Perón en la adaptación cinematográfica del musical Evita, dirigida por Alan Parker. En 1997, empezó a trabajar en su séptimo álbum de estudio Ray of Light; para ello, compuso canciones con William Orbit, Rick Nowels, Patrick Leonard y Babyface con el propósito de que reflejara los «cambios de perspectivas» en relación con su vida personal. Joan Anderman del Boston Globe señaló que se trataba de un «disco dance profundamente espiritual», cuyo meollo se basaba en «liberarla de una carrera construida sobre imágenes recogidas e identidades cultivadas». La maternidad había suavizado emocionalmente a la artista, lo que se reflejaba en las canciones. En este sentido, ideó conceptos y usó palabras que implicaban pensamientos más profundos y personales, en lugar de las melodías típicas de música dance que había compuesto anteriormente. En aquella época, se encontraba en su fase «más espiritual» y, a medida que crecía su interés por el misticismo y la Cábala, las letras adquirían un enfoque «menos situacional y más universal». En una entrevista con la revista Q, expresó que la maternidad la llevó a «buscar respuestas a preguntas que nunca antes me había hecho».
Madonna trabajó principalmente con Orbit, luego de que Guy Oseary, socio de la discográfica Maverick, se contactara con él en marzo de 1997 y le solicitase algunas melodías para la cantante; le envió una cinta de audio digital de trece pistas, entre las cuales se encontraba «Ray of Light». A los cinco días, ella se comunicó con el productor y le confirmó que ya había empezado a escribir letras basándose en sus pistas y que estaba interesada en colaborar con él. Era gran admiradora de los discos del productor y de las remezclas que había creado para sus sencillos anteriores; agregó: «Estaba interesada en fusionar una especie de sonido futurista. [...] Quería que sonara viejo y nuevo al mismo tiempo». «Ray of Light» está basada en «Sepheryn» (1971) del dúo británico de folk Curtiss Maldoon, integrado por Dave Curtiss y Clive Maldoon. La cantante inglesa Christine Leach, sobrina de Maldoon, trabajó durante un tiempo con Orbit y grabó una maqueta de la canción en 1996, para lo cual reescribió la melodía del estribillo y eliminó algunos fragmentos de la composición original; al respecto, declaró: «Siempre me había encantado el trabajo de Dave y Clive. "Sepheryn" tenía una cualidad de ensueño; así es como siempre lo escuché, como un sueño». Orbit la incluyó en la cinta de audio pensando que Leach había compuesto la canción. Madonna se entusiasmó tras escuchar la maqueta y modificó algunas partes para crear «Ray of Light».

## Grabación
Producida por Madonna y Orbit, la grabación de «Ray of Light» —así como el resto del álbum— tuvo lugar en los estudios Larrabee North de Universal City (California), mientras que la masterización en Sterling Sound (Nueva York), a cargo de Ted Jensen. Pat McCarthy, David Reitzas, Jon Englesby, Mark Endard y Matt Silva fueron los responsables de la ingeniería. La cinta de audio digital contenía la mayor parte de la grabación, así como primeras sesiones grabadas en la casa de Madonna en Nueva York y en los estudios Hit Factory, donde la cantó por primera vez. Como casi todo el disco, se grabó en un sintetizador Roland Juno-106. En una entrevista con la revista Keyboard, Orbit comentó que hubo un par de sesiones de batería en Los Ángeles, pero no funcionó, por lo que se puso en contacto con el británico Fergus Gerrand, quien tocó la batería en Londres. Orbit los unió en su estación de trabajo de audio digital y los cortó manualmente, en vez de usar un software de autoedición como ReCycle.
Orbit sugirió que los ritmos agregaran un contexto nuevo a la voz de Madonna. En ese marco, la animó a cantar en un registro más alto e insistió en que el strain al final beneficiaría a la canción, pese a que en un principio se había mostrado reacia a cambiar su registro habitual. El productor expresó que la cantante interpretó en un semitono más alto de lo que estaba acostumbrada: «Se frustró cuando estábamos grabando, pero quieres algo de límite con los cantantes, esa cosa de alcanzar». Tiempo después, afirmó que tuvo suerte de haber podido trabajar con su voz «posterior a Evita». Madonna mencionó a Billboard que la versión original duraba más de diez minutos y la calificó como «totalmente fuera de control», aunque remarcó que le «rompió el corazón» tener que reducirla a una duración razonable. Dicha versión extendida y sin editar iba a incluirse originalmente en Veronica Electronica, un recopilatorio de remezclas de sencillos y tomas descartadas del álbum que tenía previsto publicarse en el otoño boreal de 1998, aunque el proyecto terminó por descartarse.

## Composición
La voz de Madonna reveló un cambio más maduro y expresivo en comparación con sus trabajos anteriores, beneficiada tras las clases de canto que recibió para la película Evita; explicó que aprendió a cantar de una manera que nunca antes había hecho, lo que influyó en sus composiciones. Joan Anderman del Boston Globe la describió como una canción disco-trance, mientras que Michael Goldberg de MTV la caracterizó como una pista disco de tempo rápido, con una introducción «fuerte» de techno. De manera similar, Larry Flick de Billboard expresó que se construye de un ritmo trance-disco a un «rumbo de colisión» de teclados futuristas y riffs de metal agresivos. Contiene influencias de la electrónica ácida y, según Lucy O'Brien en Madonna: Like an Icon (2007), Orbit desarrolló una atmósfera envolvente para la voz de la cantante, como si ella fuese transportada fácilmente por el sonido. Así, al combinar su pop melódico con los ritmos techno de Orbit, crea una pista «llena de una burbujeante corriente psicodélica». Según la partitura publicada en Musicnotes.com por Alfred Publishing Co. Inc., se establece en un compás de 4/4 con un tempo «moderadamente rápido» de 126 pulsaciones por minuto. Está compuesta en la tonalidad de si bemol mayor y el registro vocal se extiende desde las notas si bemol3 a fa5. Sigue una progresión armónica de si bemol—do menor7—re menor—mi bemol—si bemol en la introducción y luego cambia a si bemol—mi bemol durante las estrofas.
Inicia con el sonido de un riff de guitarra eléctrica suave y melódico, comparable con la música de la banda inglesa Oasis, cuyos acordes se armonizan entre sí. Al cabo de unos segundos, cambia a un ritmo «enérgico» y un sonido de sintetizador «arrollador». Aquí comienza la melodía techno, que consiste en el sonido del sintetizador principal que varía en la nota tónica musical, a medida que el ecualizador se filtra lentamente entre los tonos graves y agudos. El ritmo de la canción, descrito por Matthew Cole de Slant Magazine como «inquieto», se acompaña de un riff de acordes inspirado en el rock, con la voz «sin aliento» de Madonna más aguda que en otras canciones del álbum. En el minuto 2:44, hay un solo de sintetizador que recuerda a un disco pro-rock de los años 1970; para Rikky Rooksby, autor de The Complete Guide to the Music of Madonna (2004), esto refleja la conexión con el origen de «Sepheryn».
La letra, optimista acorde con la música, es una celebración del poder y el sentido de identidad. De acuerdo con John McAlley de Entertainment Weekly, el mensaje es el «despertar espiritual y emocional» y, para el autor Hal Marcovitz, trata sobre la «abrumadora velocidad de la vida en la Tierra». Sal Cinquemani de Slant Magazine opinó que el verso Quicker than a ray of light, I'm flying / And I feel like I just got home («Más rápido que un rayo de luz, vuelo / Y me siento como en casa»), era una epifanía de tipo espiritual o sonora, y podía percibirse cierto «júbilo inconfundible» en Madonna. El biógrafo y periodista J. Randy Taraborrelli observó que el sentido de abandono «cautivador» hace que la canción entusiasme al oyente. En palabras de la artista: «Es una mirada mística al universo y lo pequeños que somos. [...] Canto sobre el asombro total por la vida: es increíblemente reflexiva, introspectiva y llena de curiosidad por los aspectos místicos de la existencia». Su intención era capturar más un ambiente de «asombro», es decir, la sensación de «mirar el mundo finalmente con los ojos abiertos»; añadió: «Un rayo de luz para mí es esperanza. Estamos avanzando, pero eso no significa que debas perder el contacto con el lado espiritual de las cosas».

## Publicación y remezclas
Las compañías Maverick y Warner Bros. Records publicaron «Ray of Light» como el segundo sencillo del disco —después de «Frozen»— en CD, casete y vinilos de 7" y 12"; «Has to Be», disponible únicamente en las ediciones japonesas del álbum como pista adicional, se añadió como lado B en la mayoría de los formatos físicos. El fotógrafo de moda peruano Mario Testino tomó las imágenes para la portada del sencillo, bajo la dirección artística de Kevin Reagan. Curtiss no estaba al tanto del hecho de que Madonna había grabado «Sepheryn» como «Ray of Light» hasta que Keith West, productor y amigo, le informó que estaba sonando en las radios: «Llegué a casa un día del trabajo y no podía creerlo. Esta canción de 27 años estaba en un álbum de una de las artistas más exitosas del mundo. Me alegré por Christine, también, es genial que la familia de Clive se beneficie de sus esfuerzos». Al principio se molestó con la distribución de las regalías, dado que Madonna había modificado «solo un par de líneas», pero luego cambió de opinión y señaló que «el 15 por ciento de millones es mucho mejor que el 100 por ciento de nada. Lo hice muy bien. Ha sido una experiencia que me cambió la vida. Yo diría que estoy financieramente seguro durante al menos los próximos cinco a diez años como resultado del 15 por ciento de una canción de Madonna». Esta última recibió el 30 % de regalías, Orbit el 10 %, otro 15 % se le otorgó a la herencia de Maldoon, quien falleció en 1978, y el resto para Purple Records, la discográfica del dúo. En una entrevista con el periódico The Australian, Curtiss agradeció la ganancia inesperada y confirmó que había regresado a la música bajo su nombre real, David Atkins, con una reinterpretación de «Sepheryn» en un estilo jazz. Por su parte, Leach mencionó que le habían enviado un casete por correo con la versión de Madonna y añadió: «Casi me desmayo. A ella le debe haber encantado la pista, incluso sus improvisaciones son las mismas que las mías».
La primera fecha de publicación fue el 27 de abril de 1998 en Australia y Europa, cuando salió un CD de tres pistas —que incluía la versión del álbum de 5:19, «Has to Be» y una remezcla de «Ray of Light» de 10:43— y un maxi CD de cuatro pistas. En Estados Unidos, el sencillo estuvo disponible el 11 de mayo en un doble vinilo de 12", mientras que el 23 de junio salió al mercado el maxi CD. Para acompañar el lanzamiento, se crearon cuatro remezclas producidas por Orbit y los DJ Sasha y Victor Calderone, las cuales figuraron en los maxi CD y vinilos de 12" publicados en la mayoría de los mercados musicales. José F. Promis de Allmusic describió la remezcla «Sasha Ultra Violet Mix» como un número pop-electrónico de casi once minutos de duración, similar al drum'n'bass en algunos casos. «Liquid Mix» de Orbit otorga un giro rock/go-go de los años 1960, «casi presagiando la sensación que "Beautiful Stranger" (1999) perfeccionaría un año después», y «Club Mix» de Calderone convierte la canción en un «himno» más de techno-house-club. En su reseña al maxi CD estadounidense, el autor comentó: «Como siempre, Madonna emplea a los mejores DJ, remezcladores y productores para darle a sus canciones las mejores remezclas posibles y, en este sencillo, vuelve a tener éxito». No obstante, reconoció que, de haberse incluido «Has to Be» y algunas versiones editadas de «Ray of Light», «lo habría convertido en un paquete más completo y satisfactorio». Larry Flick de Billboard comentó que la remezcla de Orbit posee una nueva línea de bajo y ritmos trance dentro de un marco de guitarras metálicas, que luego se «disuelven» en un break de palmadas que recuerda a «Dancing in the Street» (1964) de Martha and the Vandellas. Si bien consideró las remezclas de Sasha y Calderone como «breakbeat y tribal house apropiadamente modernas», respectivamente, remarcó que ninguna tenía la «intensidad rítmica absoluta [...] que conforma la brillante renovación de Orbit de su propia producción original». Más aún, declaró que cada elemento «se suma a una pista que nutre el cerebro, a la vez que inspira un movimiento corporal frenético y posiblemente incontrolable». Tiempo después, el tema figuró en los grandes éxitos GHV2 (2001) y Celebration (2009).

## Recepción crítica
«Ray of Light» obtuvo la aclamación por parte de críticos, académicos y periodistas musicales, quienes elogiaron la producción y voz de Madonna y la reconocieron como una de las más destacadas del álbum y de toda su carrera. Tal es el caso de Stephen Thomas Erlewine de Allmusic, que la seleccionó como una de las mejores del disco y resaltó la base melódica «sólida». En un análisis al catálogo de Madonna, Nicholas Fonseca de Entertainment Weekly lo calificó como lo mejor del material y como un «remolino propulsor y redentor» que «nunca se vuelve aburrido», mientras que Sebas E. Alonso de Jenesaispop también lo citó como lo más destacado y lo llamó «inclasificable». Larry Flick de Billboard lo describió como «un himno eufórico y deliciosamente extravagante» que «vibra con el potencial de la radio».
La interpretación vocal y la producción atrajeron comentarios favorables de la crítica. Por ejemplo, Daryl Easlea y Eddi Fiegel, autores de Madonna: Blond Ambition (2012), elogiaron los ritmos «hipnóticos, vibrantes y brillantes» de Orbit y la voz de la intérprete, que tiene una forma «mucho más libre, casi de trance». J. D. Considine de The Baltimore Sun destacó que su voz aporta «más poder y control a lo que ella hace», particularmente evidente en canciones como «Ray of Light», a la que describió como «vibrante y rítmica», en donde logra «elevarse con confianza hasta lo más alto de su registro durante el estribillo, para luego susurrar entre dientes en el breve puente onírico». En su reseña al recopilatorio GHV2, Charlotte Robinson de PopMatters dijo que era «un testimonio de la capacidad de Orbit para usar aparatos y magia electrónica no para alienar a los oyentes, sino para atraerlos». Sal Cinquemani de Slant Magazine, que calificó al tema con una «A», escribió que «los sintetizadores analógicos y los licks de guitarra eléctrica de Orbit complementaron perfectamente la elasticidad de las cuerdas vocales recién entrenadas de Madonna. El autor agregó que, desde «Over and Over» (1984) y «Deeper and Deeper» (1992), no había alcanzado «alturas tan vertiginosas». Para Alex Needham de NME, encontró «una nueva voz que podía ser experimentada y eufórica simultáneamente, haciendo referencia a su pasado, pero sin ser arrastrada por él». Liana Jonas de Allmusic elogió su capacidad para colaborar con las personas «adecuadas» como Orbit y añadió que «Ray of Light» presentó a una Madonna «espiritual» cantando sobre «la conciencia y la libertad en lo que es una canción de club perversamente buena». Además, observó que «lo que hace que sea tan progresiva en cuanto a sonido y al mismo tiempo apta para el oyente es su amalgama de música única y perfectamente arreglada». En cuanto a su voz, señaló que «recorre la gama de diva del club a diosa celestial en menos de seis minutos». Rob Sheffield de Rolling Stone admitió que, junto con otras canciones como «Drowned World/Substitute for Love» y «Swim», Madonna suena «positivamente feroz» en «Ray of Light» mientras «hierve con la pasión por la música disco». J. Randy Taraborrelli afirmó que personificó lo que se buscaba lograr con el álbum y capturó tanto el «sentimiento emocionante» de la época como la «nueva energía del milenio que se avecinaba».
En su reseña a Ray of Light, David Browne de Entertainment Weekly la describió como una «bola de discoteca techno», en el que el álbum entra en un «frenesí de pulsaciones por minuto». De igual manera, Sal Cinquemani opinó que se trataba de un «frenesí de celebración techno». De MTV, Teri Vanhorn sostuvo que pasa de la «música disco hipnótica al pop hímnico con su estribillo festivo» y añadió que el «dance, por supuesto, siempre ha sido la fuerza de Madonna». Ignacio D'Amore y Mariano López, autores de la Enciclopedia Gay (2012), la calificaron como «impecable» y un «temazo para bailar hasta desfallecer», y Sebastián Ramos de La Nación declaró que «desata el baile casi marchoso apto para discotecas» y lo nombró un «éxito para los amantes» de la música dance. De acuerdo con Stephen Thompson de The A.V. Club, estaba destinada a ser «un éxito merecido». José F. Promis de Allmusic aseguró que Madonna y Orbit transformaron la electrónica en pop y que la canción «devolvió la música [de la intérprete] a donde suena mejor: en las pistas de baile». Lucy O'Brien la consideró un «himno eufórico a los cielos» y Rikky Rooksby declaró que cambia el estado de ánimo a uno de «alegre extroversión». Joan Anderman del Boston Globe comentó que la pista «se encuentra en un curso acelerado con cada fiesta rave nocturna del planeta».
En un artículo por el decimoquinto aniversario del álbum, Stephen Sears de Idolator la denominó «asombrosa» y remarcó que la artista «destruye su registro vocal anterior mientras escala hacia arriba y hacia abajo los picos del emocionante estribillo». Realzó el trabajo de guitarra de Orbit y finalizó: «"Ray of Light" no necesita ningún estribillo para elevarse al cielo del disco. Madonna ofrece las notas agudas en algunos momentos perfectos». En un conteo sobre sus mejores álbumes, donde Ray of Light logró el primer lugar, Néstor Villamor de The Objective lo clasificó como uno de sus sencillos «más legendarios». Gabriel Orqueda de la revista Silencio la denominó «una explosión de EDM y guitarras pop, con Madonna subiendo y bajando por todo su rango». Alex Frank de Pitchfork mencionó que era una «pieza de psicodelia club-ácida con alto nivel de azúcar», así como una de las canciones «más extrañas de la historia que se haya convertido en un éxito en la radio». En 2022, el personal de la publicación dijo que «suena como si se hubiera forjado dentro de un meteorito». Para The Quietus, O'Brien escribió que entregó «un momento vertiginoso de despertar, con Orbit convenciéndola de cantar en un semitono más alto [...] para alcanzar esa sensación de abandono hedonista». La autora concluyó que esta fue la canción que «relanzó» su carrera al combinar ritmos techno con pop tradicional. De manera similar, Matthew Jacobs del HuffPost afirmó que fue el «regreso que ni siquiera Madonna sabía que necesitaba. [...] Quince años después de su primer sencillo, consolidó su longevidad y trajo consigo más años de soberanía pop».

## Recepción comercial

### América del Norte
En Estados Unidos, «Ray of Light» ingresó a la quinta posición de la Billboard Hot 100 el 11 de julio con 72 000 unidades, lo que representó el mayor debut en la carrera de Madonna y su mejor cifra de ventas en la primera semana, además de superar a sus anteriores sencillos «You'll See» y «Frozen», que habían debutado en la octava posición en diciembre de 1995 y marzo de 1998, respectivamente. Obtuvo airplay en 139 estaciones de radio, equivalente a 25 millones en audiencia, y las ventas representaron casi el 72 % de los puntos totales en la lista. El debut significó su cuadragésima entrada y su 37.º top 40, de manera que sobrepasó a Connie Francis como la segunda artista femenina con más canciones entre los cuarenta primeros, por detrás de Aretha Franklin, que liderada el récord con 43 en ese momento. Además, fue su 32.º sencillo que logró ubicarse entre las diez primeras posiciones, la mayor cantidad entre las solistas y la tercera en general, después de The Beatles (34) y Elvis Presley (38), y marcó la primera vez que obtuvo dos éxitos consecutivos de un mismo álbum entre los cinco y diez primeros desde que «Secret» y «Take a Bow» —de Bedtime Stories— ocuparon el tercer y primer lugar, respectivamente, en 1994 y 1995. La canción vendió entre 65 000 a 75 000 copias cada semana del 11 al 25 de julio; no obstante, Theda Sandiford-Waller de la revista explicó que incluso si Madonna hubiera duplicado sus puntos totales en la lista, «The Boy Is Mine» de Brandy y Monica habría continuado en la primera posición, por tanto, debería haber vendido más de 245 000 unidades para alcanzar la cima, lo cual era poco probable. De haberlo logrado, habría sido su primer número uno desde «Take a Bow». Permaneció veinte semanas en total y finalizó en la casilla 75 para fin de año. También fue su debut más grande en la lista de ventas físicas Hot 100 Singles Sales tras ingresar en el quinto puesto —lo cual superó la marca anterior de «You'll See» en el número diez— y pasó a ser el tema mejor posicionado de la cantante desde «Take a Bow», que alcanzó el cuarto lugar en febrero de 1995.
«Ray of Light» fue el vigésimo número uno de Madonna en el Dance Club Songs y el más exitoso de 1998, tras estar cuatro semanas seguidas en la primera posición, por lo que se convirtió en el tercer sencillo de la década de 1990 en permanecer cuatro o más semanas en lo más alto, después de «Gonna Make You Sweat (Everybody Dance Now)» (1990) de C+C Music Factory con Freedom Williams y «Un-Break My Heart» (1996) de Toni Braxton. En las demás listas de Billboard, alcanzó los puestos dos en Dance Maxi-Singles Sales —detrás de «My All»/«Fly Away (Butterfly Reprise)» de Mariah Carey—, 13 en Pop Songs, 26 en Hot 100 Airplay, 32 en Rhythmic y 39 en Adult Pop Songs. «Ray of Light» también ingresó a listas musicales de otras publicaciones del país. En Gavin Report, se ubicó en el décimo lugar de los cuarenta principales el 12 de junio, con 4956 reproducciones de un total de 166 estaciones, mientras que llegó al vigésimo segundo en el conteo Hot A/C con 1261 transmisiones en 54 estaciones. Por su parte, en la revista Radio & Records, logró el décimo puesto en la lista de radios pop —abreviada como CHR/Pop— y el trigésimo y trigésimo quinto en Rhythmic y Hot/AC, respectivamente. El 10 de septiembre de 1998, la Recording Industry Association of America (RIAA) lo certificó con un disco de oro, el 18.º sencillo de Madonna en lograr tal hazaña, y para fin de año fue uno de los más exitosos con más de 500 000 unidades físicas. A estas ventas se les suman las 293 000 descargas digitales registradas hasta abril de 2010 por Nielsen SoundScan. En agosto de 2015, Billboard lo clasificó en el número 32 de los cuarenta mayores éxitos de la artista en el Hot 100.
En Canadá, «Ray of Light» ingresó a tres listas musicales, dos en la revista RPM y una en Soundscan, publicada en Billboard; en esta última, logró ubicarse en la séptima posición en la edición del 27 de junio. Alcanzó el puesto tres en el conteo principal Top 100 Tracks de RPM en su octava semana, detrás de «Torn» de Natalie Imbruglia y «The Way» de Fastball, y, al finalizar el año, ocupó la decimosexta posición entre los sencillos más exitosos. El 22 de junio, llegó hasta el lugar dieciséis en la sección dance de dicha revista.

### Europa y Oceanía

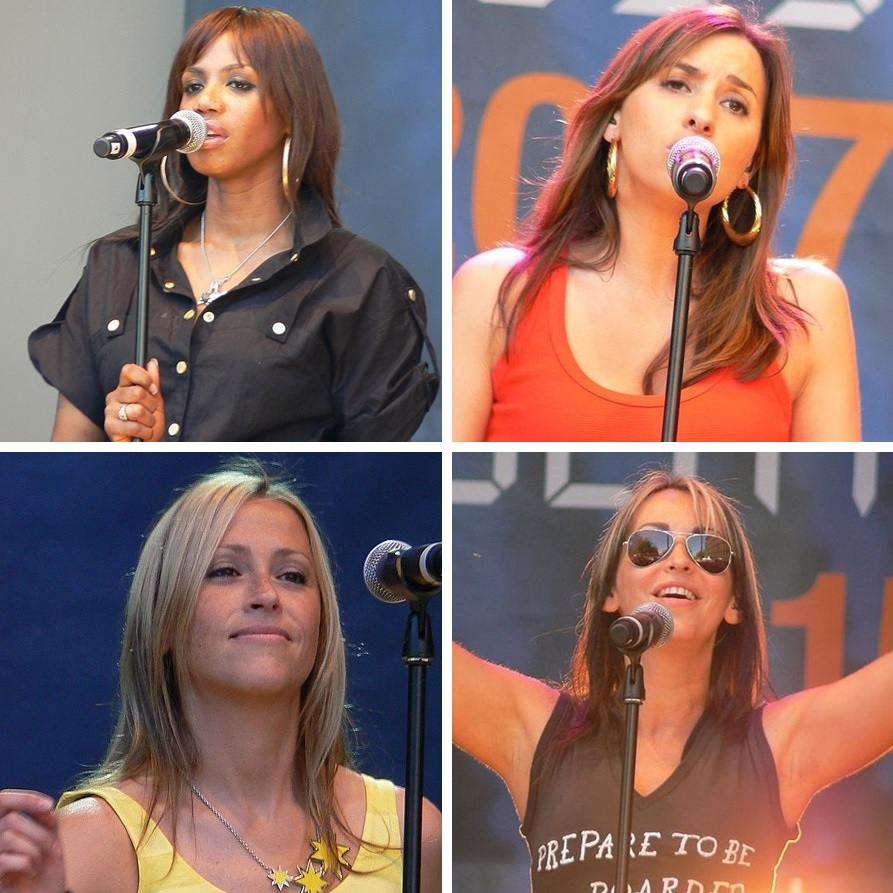
El doble lado A «Under the Bridge»/«Lady Marmalade», del grupo All Saints (fotografía), evitó que «Ray of Light» liderara la lista UK Singles Chart

En su primera semana de transmisión en Europa, «Ray of Light» cosechó popularidad en las radios de Reino Unido, Italia y Países Bajos y fue el mayor debut de la lista European Radio Top 50 de Music & Media en la edición del 9 de mayo de 1998, tras ingresar en el puesto 24 con airplay en 51 estaciones. Tras tres semanas seguidas en la segunda posición, el 13 de junio finalmente alcanzó la primera con un total de transmisión en 126 estaciones del continente, y fue la canción más reproducida por cuatro ediciones; Madonna pasó trece semanas en el número uno de las veintisiete transcurridas desde el inicio de 1998 hasta el 4 de julio, nueve con el anterior sencillo «Frozen» y cuatro con «Ray of Light». En el conteo de ventas Eurochart Hot 100 Singles, debutó en el noveno lugar el 9 de mayo; para fin de año, ocupó las posiciones 18 y 93 en las listas de radios y de ventas, respectivamente. Llegó a lo más alto en Escocia, España y Grecia, a la segunda posición en Finlandia, a la cuarta en Polonia, a la quinta en Italia, a la sexta en Hungría y a la novena en Islandia, y estuvo entre los cuarenta principales en Alemania, Austria, Bélgica, Francia, Irlanda, Países Bajos, Suecia y Suiza.
En el UK Singles Chart, ingresó en el segundo puesto el 3 de mayo por detrás del doble lado A «Under the Bridge»/«Lady Marmalade» del grupo femenino All Saints, que también debutó esa misma fecha con 107 000 unidades. Permaneció dieciocho semanas en total y se ubicó en el número 25 en la lista anual. En mayo de 2022, la Industria Fonográfica Británica (BPI, por sus siglas en inglés) le otorgó un disco de oro tras superar 400 000 unidades. Para agosto de 2018, era el vigésimo sencillo más exitoso de Madonna en el país de acuerdo con la Official Charts Company. En Oceanía, la recepción fue más bien moderada: en Australia, alcanzó el puesto seis el 24 de mayo de 1998; estuvo un mes dentro de los diez primeros y diecisiete semanas en total. Fue el 57.º sencillo más exitoso del año y obtuvo un disco de oro por parte de la Australian Recording Industry Association (ARIA), tras superar la cifra de 35 000 copias. Por su parte, en Nueva Zelanda, ingresó en el noveno lugar el 7 de junio y pasó catorce ediciones dentro del conteo.

## Vídeo musical

### Concepto y desarrollo

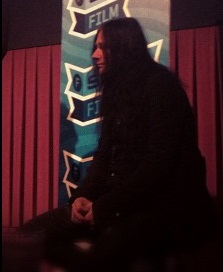
Jonas Åkerlund (fotografía), director del vídeo musical de «Ray of Light»

El videoclip de «Ray of Light» fue dirigido por Jonas Åkerlund. Madonna, que había comenzado a planear el vídeo desde que se encontraba filmando el de «Frozen» en el desierto de Mojave, mostró interés por colaborar con el director tras ver su trabajo en «Smack My Bitch Up» (1997) de The Prodigy, uno de sus favoritos en aquel entonces. Declaró que al momento de grabar un álbum, «pone toda [su] alma» en el proceso, pero un videoclip implica más colaborar con un director. Para Ray of Light, quería que los vídeos tuvieran una «expresión fresca», por lo que buscó directores nuevos en lugar de aquellos con los que trabajó durante años. En el caso de Åkerlund, le gustaba «su manera especial de trabajar» y se mantuvo en contacto con él por teléfono, cuyas conversaciones duraron poco más de seis meses hasta que llegaron al concepto final. En cuanto al videoclip, explicó que representa «un día en la vida de la tierra que muestra que estamos avanzando hacia el final del siglo XX a toda velocidad. Creo que Jonas hizo una excelente interpretación de la canción, aunque me obligó a bailar como loca durante dos días. Es un director duro». La crítica lo comparó estilísticamente con la película experimental estadounidense Koyaanisqatsi (1982), dirigida por Godfrey Reggio, que mostraba distintas ciudades en cámara rápida, aunque el director admitió nunca haberla visto. Había enviado muchos tratamientos que a la cantante no le habían gustado, pero «siguió y no se rindió». Åkerlund explicó al periódico sueco Aftonbladet:

Lo que más tiempo tomó fueron las ideas. Tenía dos ideas que a ella no le parecían que iban con la canción. Dijo que no, pese a que yo tenía una idea muy clara de cómo luciría. Trabajé en otro concepto y armé un boceto para que pudiera ver cómo yo veía todo, y se interesó en este último. Se siente bien después, porque el vídeo que hicimos se adapta mucho mejor a la pista que las primeras ideas. [Madonna] tiene una trayectoria increíble para todo lo que hace. Moda, música, negocios. Observa de cerca cada cosa y no se da por vencida hasta quedar completamente satisfecha. Cuando se trata de un vídeo musical, no hay nada que haga con una mano en la espalda: se compromete al cien por ciento.

### Rodaje y posproducción
| Soy una artista visual porque soy bailarina, actriz y cantante formada. Los videoclips son importantes para mí, me dan la oportunidad de mostrar todas las cosas en las que soy buena en una película de cinco minutos. Los vídeos son como poemas. Los poemas son para historias, los vídeos son para películas, una forma de expresión muy concentrada. —Madonna sobre la importancia de los videoclips para el diario Aftonbladet. |

El rodaje duró catorce días que, según Åkerlund, «probablemente sea, hasta el día de hoy, el más largo realizado para un vídeo musical». El resto del personal incluyó a Henrik Halvarsson como director de fotografía, Mattias Lindgren en diseño de producción y Max Vitali en edición. Åkerlund recordó que un día, cuando acababa de llegar a la oficina para una de las reuniones de planificación con Madonna, recibió una llamada de Mick Jagger pidiéndole que dirigiera un videoclip para The Rolling Stones, aunque, debido a que «Ray of Light» consumió todo su tiempo, debió rechazar la propuesta, así como otras solicitadas por Lenny Kravitz y The Smashing Pumpkins. Las tomas de Madonna se filmaron en abril de 1998 en los estudios de MTV en Times Square (Nueva York), mientras que las escenas de fondo en Los Ángeles, Nueva York, Las Vegas y Estocolmo. Algunas de ellas —rodadas en Estocolmo y que sirvieron como pruebas para transmitir la idea del clip— fueron presentadas a Madonna, quien las consideró buenas y decidió usarlas en el metraje final.
El equipo condujo un automóvil por las ciudades mencionadas, encontró el mejor ángulo para la cámara de 35 mm y esperó a que las tomas se grabaran una por una. El director traía consigo un diagrama para toda la producción que le indicaba cuántos fotogramas por minuto o por segundo debía hacer para obtener una cierta cantidad de metraje; recordó: «Imagínate que filmas un cuadro cada diez segundos aproximadamente. Entonces tienes que hacer eso durante treinta minutos para tener como cinco segundos. Cada toma era todo un tema». Además, montaron la cámara en un autobús y recorrieron Nueva York capturando las escenas, trabajo que implicó un «gran esfuerzo» para un total de veinte fotogramas. Åkerlund reconoció que cada plano fue muy importante y significó un proyecto «enorme» al considerar cuánto material se filmó. El 18 de abril, Billboard reportó que el rodaje había finalizado en Nueva York y Los Ángeles. Debido a la larga duración de la canción, así como al empleo de la cámara rápida, todas las tomas rodadas terminaron en el vídeo.
Para poder ver el resultado más rápido, Madonna insistió en que la edición se llevara a cabo en Los Ángeles, ya que cuando filmó «Frozen» el trabajo fue más extenso porque Chris Cunningham —director de ese videoclip— realizó la edición en Londres y a ella no le había satisfecho, por lo que no quería repetir ese procedimiento. Esto significó que Åkerlund y su equipo tuvieron que vivir en Estados Unidos durante cinco semanas, lejos de sus familias, hasta que el vídeo estuviese terminado y aprobado. Se alojaron en un hotel de West Hollywood, solían pedir comida china para llevar y pasaban la mayor parte del tiempo en una de las habitaciones. La artista señaló que fue «agradable» trabajar con el equipo de Åkerlund y que en el último día de rodaje «estuvo de un humor radiante». De hecho, le preguntó si quería dirigir su siguiente vídeo, pero declinó la oferta debido a su agenda. Aun así, concluyó que la cantante, que había quedado «inmediatamente satisfecha» con el resultado, era una «buena persona con quien tratar» y que fue el trabajo más fácil que hizo en varios años. Tiempo después, remarcó que «todo lo que sé lo he aprendido de Madonna. Ella es mi madre artística».

### Estreno, sinopsis y acusación

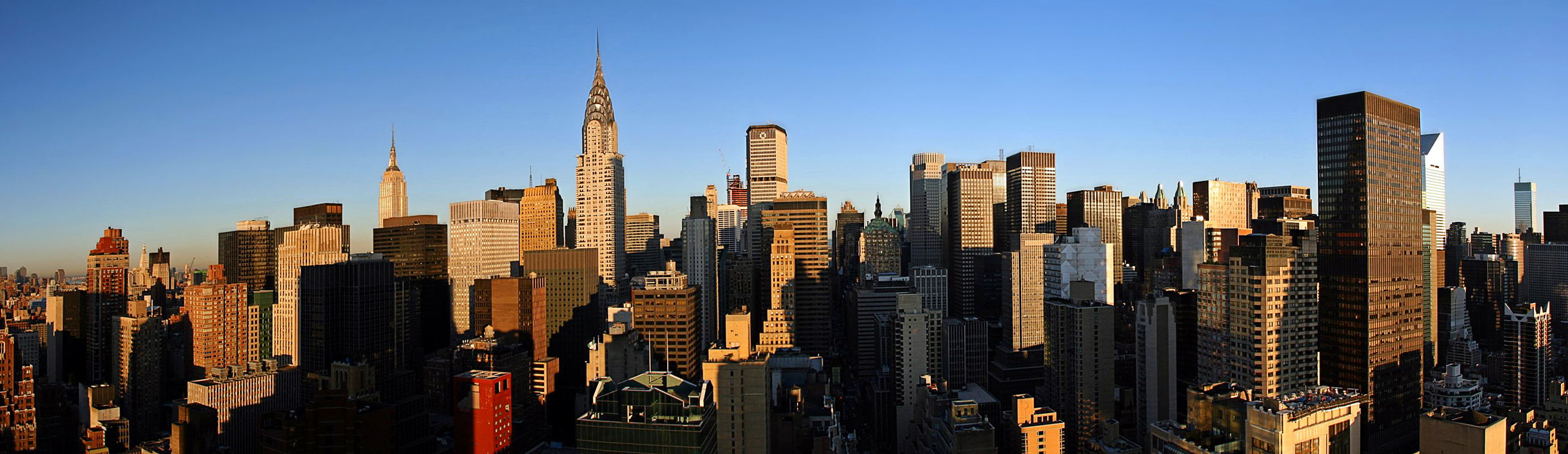
A lo largo del vídeo, se puede apreciar el panorama de los rascacielos de Nueva York

El videoclip tuvo su estreno oficial en el programa MTV Live el 12 de mayo en el horario de las 6 p. m., aunque estuvo disponible durante algunas semanas en Europa, lo que conllevó a que los seguidores descargaran versiones piratas en sitios de Internet. Figuró posteriormente en los recopilatorios The Video Collection 93:99 (1999) y Celebration: The Video Collection (2009). Madonna luce el cabello suelto, pantalones vaqueros con un cinturón brillante y una chaqueta de mezclilla que dejaba ver su ombligo. Inicia con la salida del sol sobre Manhattan y a continuación avanza a un ritmo que coincide con la vibra «optimista» de la canción. De esta manera, se intercalan imágenes a gran velocidad de viajeros en su rutina diaria, trabajadores conduciendo, personas en el metro, entrando y saliendo de edificios, subiendo y bajando escaleras mecánicas, en puestos de comida rápida, en discotecas, jugando bowling y niños en un aula junto con escenas de paisajes urbanos y autopistas por la noche. Madonna canta y baila bajo un cielo azul, una puesta de sol y luces estroboscópicas de una discoteca hasta desmayarse en la pista de baile. A medida que el día termina, las personas conducen y regresan a sus casas, se detienen en la tienda de comestibles, lavan la ropa o van al gimnasio, entre otras acciones. Durante el verso intermedio, el movimiento se detiene con la cámara que enfoca a Madonna frente a una puesta de sol, pero se acelera nuevamente y aparecen imágenes a alta velocidad de la cantante que baila en la discoteca, combinadas con planos de personas jugando en parques de atracciones o reuniéndose en bares o piscinas. El vídeo finaliza con una toma giratoria del planeta Tierra.
El 23 de junio de 1998, Warner Music Vision puso en venta 40 000 copias del vídeo en VHS a un precio de 5.98 USD, lo que supuso el segundo lanzamiento de Madonna en este formato después de «Justify My Love» (1990), que contenía imágenes que no se emitieron en MTV; «Ray of Light» también estuvo disponible en una versión sin editar. Al mes siguiente, alcanzó los puestos cuarto y decimocuarto en las listas Top Music Videos y Top Video Sales de Billboard, respectivamente, y la revista reportó que se habían distribuido 7381 copias para la edición del 18 de julio, por lo que se convirtió en el sencillo en vídeo más vendido en la era Nielsen SoundScan. Días después del lanzamiento del VHS, el 29 de junio, el cineasta italiano Stefano Salvati acusó a Madonna y a su discográfica Maverick Records de copiar el concepto del vídeo «Non è Mai Stato Subito» (1994), que había dirigido para el cantante Biagio Antonacci. Según Salvati, Maverick recibió copias de sus vídeos mucho antes de que se filmara «Ray of Light» y solicitó que este último se dejara de distribuir, así como una indemnización. Ambos presentaban a los respectivos intérpretes cantando y bailando frente a un fondo de imágenes a alta velocidad. Åkerlund respondió ante la acusación y comentó a Aftonbladet: «No me asusta. La idea fue mía. Trabajamos juntos en él, Madonna y yo. Nunca he visto el vídeo de Salvati. Solo busca dinero». No obstante, no hubo respuesta por parte de la cantante y de la compañía.

### Recepción y análisis
| El videoclip refleja el significado de la letra de la canción y expresa la crítica al frenesí de nuestras vidas. Es el continuo repetirse de eventos que atrapa al hombre en un torbellino casi incontrolable y obsesivo: Madonna subraya, pues, la dificultad para percibir la importancia de nuestra existencia y desapegarse de los fútiles bienes materiales. —Francesco Falconi, autor de Loco por Madonna. La Reina del Pop (2017). |

Con «Ray of Light», Madonna introdujo su estilo «Madre Tierra», completo con un largo cabello rubio color rojizo y cuerpo bronceado. Lucy O'Brien lo llamó «revolucionario» y añadió que fue un momento «crucial» para su regreso a finales de la década. Carol Clerk en Madonna Style (2012) lo calificó de «brillante y de celebración, resonando alto y claro lo que realmente está sucediendo con [ella]», a la que describió como «radiante, feliz y en paz con el mundo». Jeremy Kinser de The Advocate comentó que se trataba de «un viaje espiritual durante una jornada laboral frenética, con una liberación extática lograda en la pista de baile». En Ex-foliations: Reading Machines and the Upgrade Path (2009), Terry Harpold destacó las secuencias de cámara rápida, especialmente la imagen de las manecillas de un reloj que giran. Además, sintió que retrataba la vida cotidiana como una «búsqueda sin sentido», realzada por otra toma de aproximadamente un minuto que muestra la ecografía de un feto in utero y de un hámster que corre «frenéticamente» sobre una rueda. En lo que respecta a la acusación de plagio, Henry Keazor y Thorsten Wübbena, autores de Rewind, Play, Fast Forward: The Past, Present and Future of the Music Video (2015), argumentaron que no puede sostenerse, especialmente si se tiene en cuenta que este tipo de videoclip «tiende a saquear la historia del cine experimental en general (y en este caso particular, las secuencias de cámara rápida de la película Koyaanisqatsi). Y sabemos que en esta zona nadie ha inventado nada y que todo el mundo lo ha inventado todo».
El académico Georges-Claude Guilbert, en su libro Madonna as Postmodern Myth (2015), comparó su apariencia «desaliñada, cabello rizado y maquillaje suave» en este período con la de la artista canadiense Alanis Morissette y con pinturas venecianas. Según la propia cantante, buscó un estilo renacentista italiano, una imagen «más pacífica» que evocara el trabajo de los pintores Rafael y Sandro Botticelli. Para Santiago Fouz-Hernández y Freya Jarman-Ivens, en Madonna's Drowned Worlds (2004), sus nuevas presentaciones estéticas despertaron «instantáneamente» el interés de la crítica y el público. En este sentido, subrayaron que el «incipiente orientalismo» que presentó en «Frozen» se fragmentaría y sería reemplazado en un «espiritualismo de Beverly Hills muy superficial» en «Ray of Light», donde «bailaba enérgicamente en tomas rápidas ridículamente fuera de sincronía con un paisaje urbano de Los Ángeles». Además, notaron que su estilo esotérico ofrecía un vínculo sutil con el movimiento new age, a pesar de que nunca haya adoptado explícitamente el género musical del mismo nombre en su obra. De manera similar, Guilbert consideró que su imagen encajaba con el posmodernismo y el new age y estaba en sintonía con el zeitgeist, lo que, según el autor, representaba «el arte del collage» de Madonna, tal como lo hace con sus canciones y sus otros estilos. Aun así, recalcó que «rápidamente se cansó de esta fase new age-Botticelli-madre tierra» y promocionó los siguientes sencillos del álbum con una imagen inspirada en la cultura asiática. Daryl Easlea y Eddi Fiegel concluyeron que, entre «Frozen» y «Ray of Light», existía una dualidad que representaban los dos lados de su personalidad, el yin y yang.

## Presentaciones en vivo

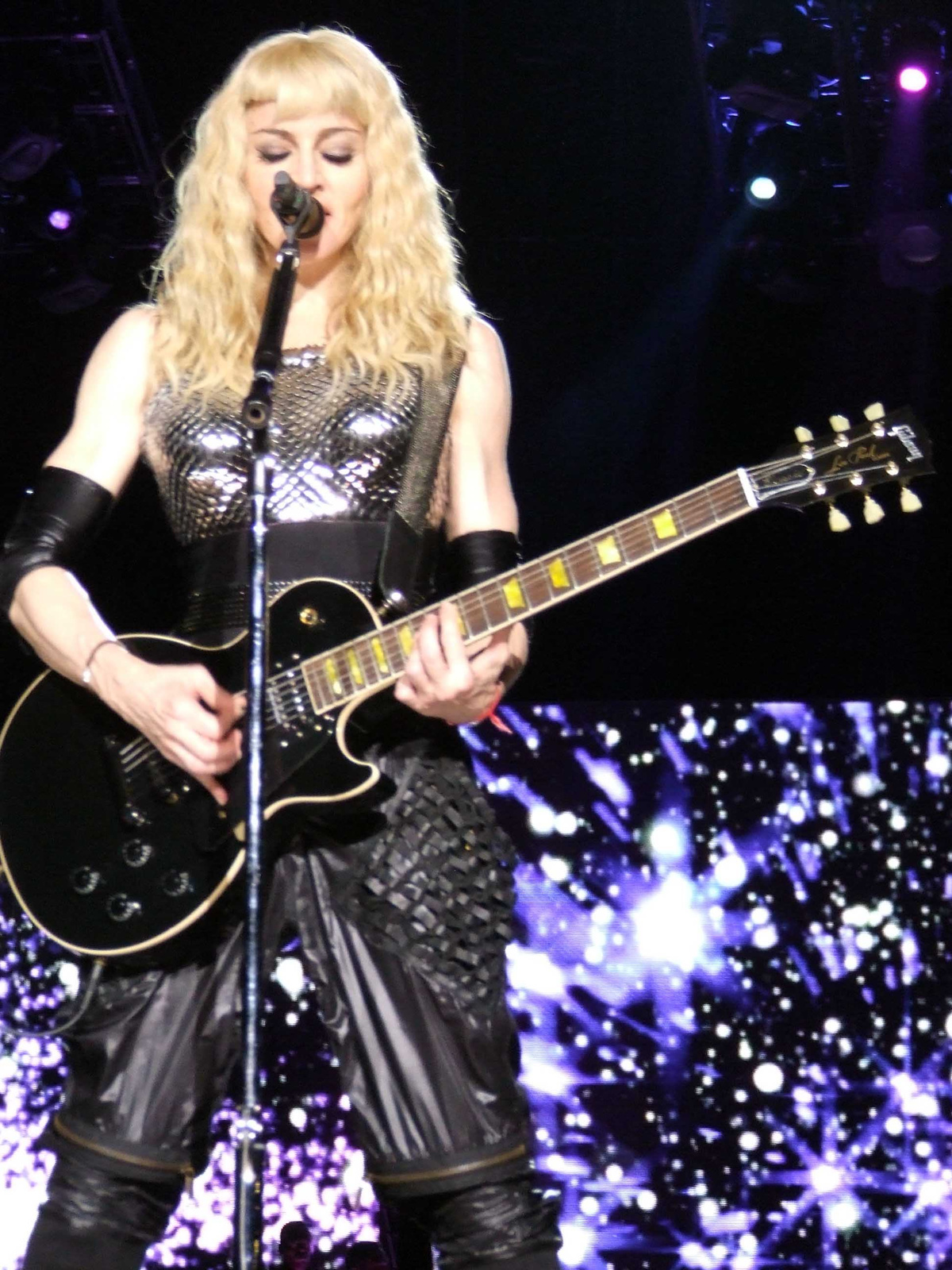
Madonna tocando la guitarra eléctrica mientras interpreta «Ray of Light» durante uno de los conciertos de la gira Sticky & Sweet Tour (2008-2009)

El 14 de febrero de 1998, semanas antes del lanzamiento del álbum, Madonna realizó un concierto sorpresa en The Roxy de Nueva York ante un público de entre 2500 a 2750 espectadores, lo que marcó su primera actuación en un club nocturno en más de diez años. Tras una espera de 45 minutos, apareció en el escenario con el cabello rubio rizado y un abrigo negro ondulado, que luego se quitó para revelar un vestido de seda del mismo color —similar al que usó en el videoclip de «Frozen»— diseñado por Jean-Paul Gaultier; estuvo acompañada de Orbit en los teclados y sintetizadores e interpretó tres canciones del disco: «Sky Fits Heaven», «Shanti/Ashtangi» y una versión extendida de «Ray of Light». Larry Flick de Billboard señaló que «alcanzó notas que parecían extenderse mucho más allá de las que alcanzó en Evita, todo mientras saltaba, se pavoneaba y ocasionalmente se arrodillaba para tocar la frenética guitarra imaginaria». Dakota Smith de MTV elogió su voz «fuerte y contundente», que por momentos sonaba «misteriosamente etérea», en un estilo parecido a Björk. Tres meses después, concedió una entrevista en el programa The Oprah Winfrey Show y cantó el sencillo y «Little Star», también del álbum.
En los MTV Video Music Awards, celebrados el 10 de septiembre en Los Ángeles, cantó «Shanti/Ashtangi» acompañada de bailarinas de Asia Oriental y contra un telón de fondo con imágenes de gran tamaño de deidades hindúes; lució el cabello negro alisado, joyería de oro, tatuajes de alheña en las manos y un sari negro. Finalizado el primer número, dio inicio a una versión «estridente» de estilo disco de «Ray of Light» y Lenny Kravitz se unió tocando la guitarra eléctrica, mientras Madonna, quien se quitó el sari para revelar unos pantalones negros y una camiseta blanca, bailaba y realizaba poses sugerentes con Kravitz. La presentación causó controversia luego de que un grupo religioso llamado World Vaishnava Association (WVA) reclamara a la artista de ofender a los hindúes por llevar símbolos Hindi en la cabeza, así como malinterpretar la importancia de usar en el rostro la marca Tilaka, que es considerada sagrada. Un portavoz de la organización declaró que la marca es un símbolo de castidad, armonía y pureza diseñada para mostrar «dedicación a Dios». El representante también mencionó que, debido a que Madonna simuló un acto sexual y usó una camiseta sin mangas transparente en el escenario mientras usaba la marca —lo cual calificó como «sacrilegio»—, ofendió tanto a los hindúes como a los yoguis. En respuesta a las acusaciones, un portavoz de la cantante dijo que ella no entendía por qué WVA estaba molesta, dado que no había hecho «algo que fuera insultante» y su intención tampoco fue insultar a nadie. Posteriormente, Madonna cuestionó las afirmaciones de la organización y consideró «hipócrita» el ataque hacia ella: «La esencia de la pureza y la divinidad es el no juzgar. Deben practicar lo que predican. Si son tan puros, ¿por qué están viendo MTV?». No obstante, el vicepresidente de la asociación, Swami B. V. Tripurari, clarificó en un comunicado que «la comunidad hindú y los buscadores espirituales orientales de todo el mundo deberían estar felices por Madonna personalmente, en términos de su genuino interés en la vida iluminada y agradecidos con ella por sus sinceros esfuerzos para atraer a otros a lo mismo». Además, se informó que Tripurari y Ray Goff, director de Mandala Publishing Group, le habían dado permiso para usar como telón de fondo durante la actuación la imagen de Sarasvati, diosa de las artes, que pertenece al libro Form of Beauty, uno de sus textos espirituales. Goff también defendió la elección de la artista de los accesorios y el vestuario y agregó que no estaba del todo de acuerdo con las críticas, pues creyó que habían pasado por alto «la esencia misma de la búsqueda espiritual».
«Ray of Light» formó parte de cuatro giras mundiales de Madonna: Drowned World (2001), Confessions (2006), Sticky & Sweet (2008-2009) y Celebration (2023-2024). En la primera, fue la quinta canción del repertorio y la última del primer segmento, Rock 'n' Roll/Punk Girl. El vestuario punk diseñado por Gaultier, que representaba los primeros días de la carrera de Madonna, consistió en un top cruzado negro sin mangas con una camisa rota, pantalones negros con cierre, collares al estilo bondage y una falda escocesa de tartán. Monte Pittman tocó la guitarra, mientras que la pantalla de fondo mostraba una versión extendida del vídeo. Sergio Burstein de La Opinión destacó la «magnífica escena de baile» y Michael Hubbard de musicOMH señaló que «las cosas fueron tomando cuerpo» en números como «Ray of Light», descrito como «simplemente tan sublime como contagioso». La presentación apareció en el VHS/DVD Drowned World Tour 2001, filmado el 26 de agosto en The Palace of Auburn Hills, en Míchigan. El 2 de junio de 2005, cantó «Like a Prayer» (1989), «Ray of Light» y «Music» (2000) durante el concierto benéfico Live 8, realizado en el Hyde Park de Londres y transmitido en vivo a millones de personas en el mundo. Madonna presentó el tema acompañada de su banda, coristas y bailarines, quienes estaban vestidos de blanco; Lucy O'Brien destacó que «el trío de canciones puso el grito en el cielo metafóricamente».
El 30 de abril de 2006, hizo su primera aparición en un festival durante la segunda noche del Festival de Música y Artes de Coachella Valley en Indio (California). Allí, cantó el tema en la tienda de campaña de música dance Sahara frente a los «apostadores abarrotados que se sofocaron en el inmenso calor y la aglomeración». En el Confessions Tour de ese mismo año, el tema figuró en el tercer segmento, Never Mind the Bollocks. Apareció con una chaqueta de cuero con cuello de plumas, en un estilo del glam rock de los años 1970, y tocó la guitarra eléctrica mientras que los bailarines —vestidos con trajes negros al estilo gánster y corbatas blancas— realizaban una coreografía de paso regular; las pantallas de fondo mostraban imágenes de estallidos de formación estelar. Como reseña al concierto de Inglewood (California), Liz Smith de The Baltimore Sun resaltó los «impresionantes licks de guitarra de Madonna y su capacidad para dominar el escenario como una extraordinaria chica roquera», opinión que compartió Carol Clerk en el libro Madonna Style (2012). O'Brien remarcó que la energía en este punto era evidente y la reacción del público «entusiasta». Por su parte, Natalie Grice de la BBC opinó que fue «extraño» que una canción dance como «Ray of Light» fuese interpretada con una guitarra. La presentación se incluyó en el segundo álbum en vivo de la cantante, The Confessions Tour (2007), filmado en agosto de 2006 durante los conciertos de Londres.

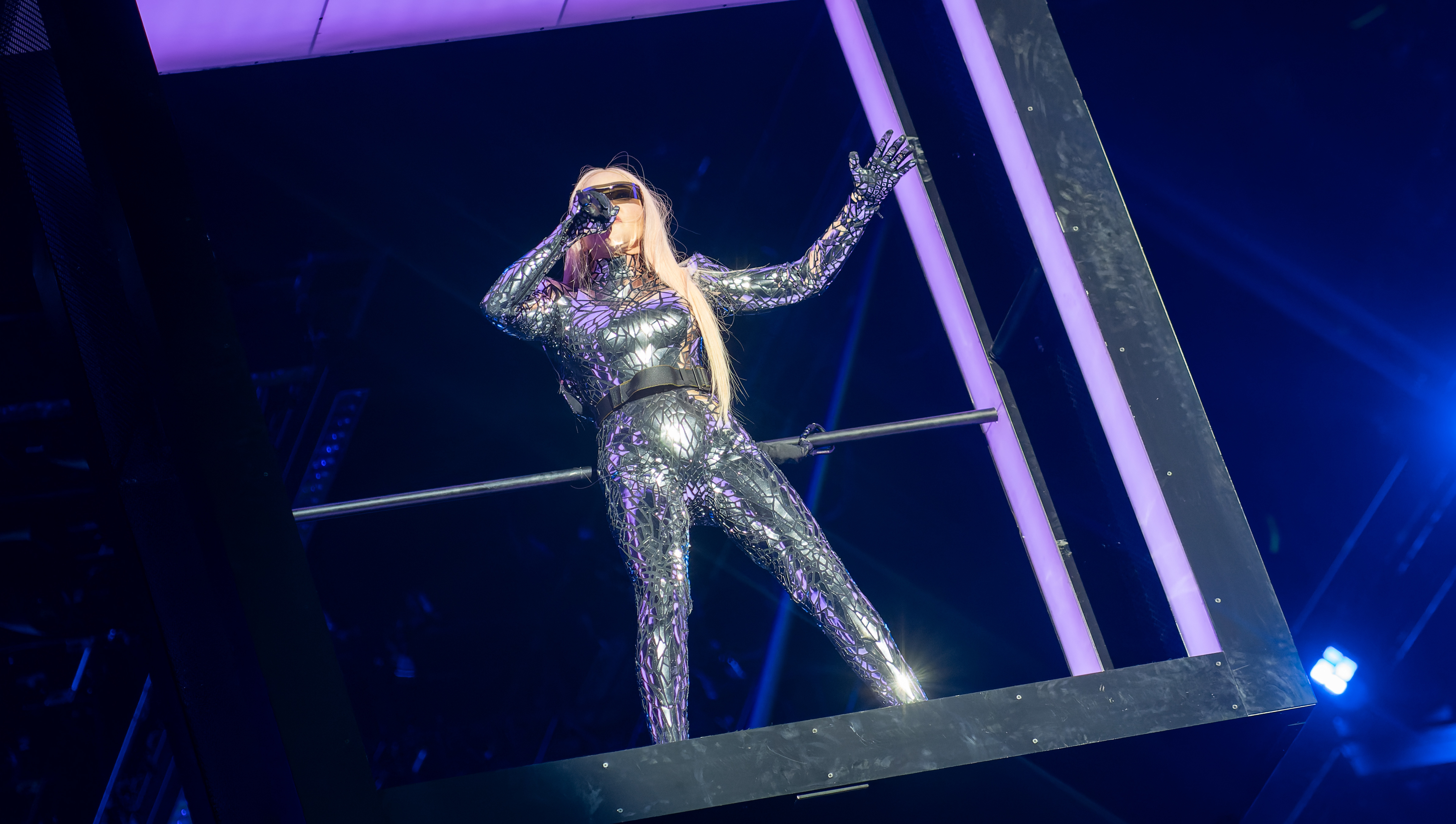
Madonna cantando la remezcla «Sasha Ultra Violet Mix» de «Ray of Light» durante uno de los conciertos de The Celebration Tour (2023-2024)

El 7 de julio de 2007, la presentó en el concierto Live Earth acompañada nuevamente de la guitarra eléctrica; su actuación fue vista por 4.5 millones de personas. Volvió a cantarla con la guitarra en el último segmento del Sticky & Sweet Tour, titulado Rave Armageddon. En esta ocasión, lució un corsé plateado y una peluca rubia con flequillo, y las pantallas de fondo exhibían imágenes espirituales, citas de la Biblia y láseres. Joey Guerra del Houston Chronicle resaltó que la actuación «vibró con una urgencia delirante» y, para Stuart Derdeyn de The Province, «convirtió el recinto en un gran club nocturno». Figuró en el álbum en vivo de la gira Sticky & Sweet Tour (2010), rodado en dos de los conciertos ofrecidos en Buenos Aires en diciembre de 2008. En The MDNA Tour de 2012, «Ray of Light» se usó en un interludio titulado «Radio Dial Static», junto con otras canciones como «Holiday», «Lucky Star» (1983), «Music» y «4 Minutes» (2008). El 6 de diciembre de 2016, la interpretó junto con James Corden en el segmento «Carpool Karaoke» del programa de televisión estadounidense The Late Late Show with James Corden. También la cantó el 27 de julio de 2017 en la gala anual de recaudación de fondos del actor Leonardo DiCaprio, en Saint-Tropez (Francia).
La remezcla «Sasha Ultra Violet Mix» de «Ray of Light» se incluyó en la gira The Celebration Tour, realizada para conmemorar los cuarenta años de carrera de Madonna. La artista lució un catsuit plateado confeccionado por Versace, gafas que «hacían parecer que rayos láser salían de sus ojos», una larga peluca rubia, y cantó desde una «caja flotante» que se elevaba sobre el escenario y el público.
 En su reseña al concierto en Londres, Joe Lynch de Billboard lo citó como uno de los mejores números y añadió que, si bien Madonna no había logrado alcanzar la «nota estratosférica» de la versión original, «sonó muy parecida [...] lo cual es tremendamente impresionante para alguien que tuvo un roce con la muerte a principios de este verano», en referencia a la hospitalización de la cantante antes del inicio de la gira. Por su parte, Mireia Pería de Jenesaispop notó que, «el jolgorio que se arma [durante "Ray of Light"] es tremendo. Es un número colosal, memorable».

## Versiones de otros artistas
En julio de 1998, la banda de rock estadounidense Pearl Jam interpretó partes de «Ray of Light» en varios conciertos estadounidenses de la gira promocional de su álbum Yield. El guitarrista Stone Gossard explicó que Eddie Vedder estaba muy interesado en la canción, la cual, según el bajista Jeff Ament, le recordaba a un «viejo tema» de Rush como el estribillo y la melodía. Para el disco Running with Scissors de 1999, «Weird Al» Yankovic incluyó una versión polca de «Ray of Light» en el popurrí «Polka Power!». Otros artistas interpretaron el tema especialmente para álbumes homenaje a Madonna, como es el caso de la banda británica Sigue Sigue Sputnik, que figuró en Virgin Voices 2000: A Tribute to Madonna, A Tribute to Madonna: Virgin Voices (2003) y Tribute to Madonna: Like a Virgin (2004). Como reseñas, Heather Phares de Allmusic comentó que parecía «perder la marca» de la versión original; Nate Patrin de Stereogum señaló que «despilfarra por completo» todo el matiz club-pop de la interpretación de Madonna; y Mayer Nissim de Digital Spy la consideró una de las más «extrañas» dedicadas a la cantante. También en el año 2000, intérpretes como Jenna Barr, Tiff Mitchell y Cracker G grabaron el tema para A Tribute to Madonna: Tranceformed, Truly Blue y Getting into the Grooves, respectivamente; sobre esta última, Heather Phares lo llamó uno de los más destacados del disco. Dos años después, el cuarteto Vitamin String Quartet, con la colaboración de Da Capo Chamber Players, compuso una versión instrumental de «Ray of Light», que Johnny Loftus de Allmusic calificó como una «toma descartada de un álbum de Björk»; la misma versión se incluyó en Strung out on Madonna de 2008. En abril de 2002, la cantante e imitadora Michelle Chappel, bajo su nombre artístico Mad Donna, utilizó un sample de «Ray of Light» para su versión de la canción infantil tradicional «The Wheels on the Bus». Publicado como sencillo por la discográfica All Around the World, alcanzó el decimoséptimo puesto en la lista UK Singles Chart. También ha sido modificado en música infantil para los álbumes Babies Go Madonna (2006) del grupo Sweet Little Band y Rockabye Baby! Lullaby Renditions of Madonna (2011) de la línea de CD Rockabye baby!
El grupo electrónico de Los Ángeles Motor Industries produjo una remezcla dance para The Dancefloor Tribute to Madonna (2003) y The Electronic Tribute To Madonna (2005), considerada como una de las mejores por Loftus. La agrupación Future Force interpretó un número hi-NRG en el recopilatorio Platinum Blonde NRG, Vol. 2: Nrgised Madonna Classics de 2004, mismo año que Lift Off incluyó un mash-up de «Ray of Light» y «Music» en The Immaculate Deception. En septiembre de 2007, como parte del 40.º aniversario de la BBC Radio 1, Natasha Bedingfield grabó una versión para el recopilatorio Radio 1: Established 1967 que se transmitió en el programa The Chris Moyles Show; al respecto, comentó: «Tengo mucho respeto por Madonna después de aprender lo difícil que es cantar esa canción. Tiene una voz asombrosa, el registro que necesitas para cantarla es increíble». El actor y cantante belga Stan Van Samang la cantó en el concierto The Montana Sessions, realizado en los estudios ICP de Bruselas, y posteriormente figuró en su álbum debut Welcome Home, puesto a la venta en noviembre de 2007. Durante la introducción de Madonna al Salón de la Fama del Rock and Roll en marzo de 2008, Iggy Pop y The Stooges interpretaron en vivo «Ray of Light» y «Burning Up» (1983) en un estilo «más roquero». Los artistas brasileros Deise Costa y Os Digitalistas grabaron una versión bossa nova en el disco Bossa N' Madonna de 2010. En diciembre de 2012, el estadounidense Adam Lambert cantó el sencillo en el evento VH1 Divas, donde además fue el anfitrión; durante la presentación, vistió una túnica sacerdotal en blanco y negro y el escenario estuvo iluminado con luces estroboscópicas. Diane Cho de VH1 afirmó que fue «el único vocalista capaz de superar a Madonna». Como parte de la promoción de su quinto álbum Tasmania de 2019, la banda de rock australiana Pond presentó un cover de la canción en el segmento «Like a Version» de la estación de radio del país Triple J; Laura García de la revista digital Indie Rocks! declaró que le agrega «un toque más electropop que va muy bien con la esencia de la banda». Ese mismo año, apareció en el disco Madonna: Best of (Piano Covers) del conjunto japonés Relaxing Piano Crew.

## Apariciones en la cultura popular
En marzo de 1999, la música de «Ray of Light» se utilizó en un anuncio de la compañía de telefonía AT&T. Madonna, que pocas veces ha licenciado sus canciones para uso comercial, autorizó el permiso para la compañía; comentó: «El tema trata sobre la comunicación y la tecnología moderna, así que creo que es la combinación perfecta». Un mes después, apareció en un comercial de la marca Max Factor, propiedad de Procter & Gamble, para promocionar la nueva línea de cosméticos «Max Factor Gold» en Europa y Asia. Los anuncios impresos mostraban a la cantante en un estilo similar a la actriz Rita Hayworth, mientras que en el anuncio de televisión aparecía usando maquillaje en un set de filmación. En 2001, la compañía Microsoft obtuvo la autorización de utilizar la canción como el tema principal de su campaña publicitaria para Windows XP por 15 millones USD. El anuncio de un minuto inicia con un hombre que salta por un campo verde y luego se eleva hacia un cielo soleado —un paisaje sacado del fondo de pantalla predeterminado Bliss—. Luego se muestra una serie de imágenes de personas que usan Windows XP para comunicarse en tiempo real, colaborar en un restaurante amplio, pasar imágenes digitales de personas volando, ver vídeos y escuchar música. A continuación, un fragmento de la canción sigue a la frase: Faster than the speeding light she's flying... You soar. Yes you can («Vuela más rápido que la velocidad de la luz... Te elevas. Sí, tú puedes»). La campaña fue reelaborada después de los atentados del 11 de septiembre; el lema «Prepárate para volar» se cambió por «Sí, tú puedes» para evitar preocupaciones nuevas sobre los viajes aéreos, sostuvo Stephanie Ferguson, directora del grupo de marketing de la compañía PC Experience Solutions.
En 2005, apareció en la película de Walt Disney Pictures Ice Princess, protagonizada por Michelle Trachtenberg y Kim Cattrall; el personaje principal —interpretado por Trachtenberg— usa la canción durante su breve programa de competencias de patinaje sobre hielo. En febrero de 2008, un comercial de champú de treinta segundos de la marca Sunsilk, que se estrenó en el Super Bowl XLII, incluyó tomas de Marilyn Monroe y Shakira mientras de fondo sonaban «I Want to Be Loved By You» (1959) y «Whenever, Wherever» (2001), para luego terminar con varias imágenes de Madonna con la música de «Ray of Light». Según los informes, la cantante recibió 10 millones USD por el uso del tema. En la primera temporada de la serie de televisión Glee, salió como pista de fondo en el episodio «The Power of Madonna», estrenado en abril de 2010, durante la escena en la que el equipo de animadoras del colegio realiza una rutina «graciosamente aterradora». Ese mismo año, se incluyó en la cinta Burlesque, estelarizada por Christina Aguilera y Cher, así como en el episodio «New Kidney in Town» (2011) de la serie Padre de familia, donde el protagonista Peter Griffin recrea el videoclip tras beber Red Bull. Por último, en el filme de 2020 Eurovision Song Contest: The Story of Fire Saga, dirigido por David Dobkin, se muestra en la escena en la que el cantante y actor noruego Alexander Rybak, quien ganó el Festival de la Canción de Eurovisión 2009, interpreta «Ray of Light» con su violín mientras el resto del reparto baila a su alrededor.

## Impacto

### Premios y nominaciones
En la 41.ª entrega anual de los premios Grammy, «Ray of Light» ganó en las categorías de mejor grabación dance y mejor vídeo musical de formato corto y obtuvo otra nominación a grabación del año, aunque perdió ante «My Heart Will Go On» de Céline Dion. Aun así, fue la primera vez en su carrera que Madonna ganó un Grammy en una categoría musical «después de años de indiferencia por parte de los votantes», según Billboard. En los MTV Video Music Awards de 1998, obtuvo cinco estatuillas de un total de ocho nominaciones: vídeo del año, mejor vídeo femenino, coreografía (Madonna), dirección y edición (Åkerlund), y estuvo entre los candidatos a mejor vídeo dance y revelación, aunque perdió ante «Smack My Bitch Up» de The Prodigy, así como mejor cinematografía, otorgado para «Criminal» de Fiona Apple. Madonna, reconocida como la «reina de MTV», se convirtió en ese momento en la artista femenina con más Video Music Awards ganados en una misma noche, récord incluido en la edición de 2000 del Libro Guinness de los récords; expresó su agradecimiento por todo el reconocimiento del canal. Åkerlund sería el único colaborador en la carrera de la cantante que le valdría un VMA a vídeo del año. «Ray of Light» también obtuvo galardones y nominaciones en otras entregas de premios, tal como se especifica en la siguiente tabla.
| Año  | Premio                           | Categoría                            | Resultado | Ref.            |
| ---- | -------------------------------- | ------------------------------------ | --------- | --------------- |
| 1998 | MTV Video Music Awards           | Mejor cinematografía                 | Nominada  | [ 230 ]         |
| 1998 | MTV Video Music Awards           | Mejor coreografía                    | Ganadora  | [ 230 ]         |
| 1998 | MTV Video Music Awards           | Mejor dirección                      | Ganadora  | [ 230 ]         |
| 1998 | MTV Video Music Awards           | Mejor edición                        | Ganadora  | [ 230 ]         |
| 1998 | MTV Video Music Awards           | Mejor vídeo dance                    | Nominado  | [ 230 ]         |
| 1998 | MTV Video Music Awards           | Mejor vídeo femenino                 | Ganador   | [ 230 ]         |
| 1998 | MTV Video Music Awards           | Mejor vídeo revelación               | Nominado  | [ 230 ]         |
| 1998 | MTV Video Music Awards           | Vídeo del año                        | Ganador   | [ 230 ]         |
| 1998 | MuchMusic Video Awards           | Mejor vídeo internacional            | Ganador   | [ 234 ]         |
| 1998 | VH1 Fashion Awards               | Vídeo más elegante                   | Nominado  | [ 235 ]         |
| 1998 | VH1 Viewers Vote Awards          | Vídeo del año                        | Ganador   | [ 236 ]         |
| 1999 | ASCAP Rhythm & Soul Awards       | Mejor canción dance                  | Ganadora  | [ 237 ]         |
| 1999 | ASCAP/PRS Awards                 | Canción más escuchada                | Ganadora  | [ 238 ]         |
| 1999 | Grammy Awards                    | Grabación del año                    | Nominada  | [ 226 ] [ 228 ] |
| 1999 | Grammy Awards                    | Mejor grabación dance                | Ganadora  | [ 226 ] [ 228 ] |
| 1999 | Grammy Awards                    | Mejor vídeo musical de formato corto | Ganador   | [ 226 ] [ 228 ] |
| 1999 | International Dance Music Awards | Mejor vídeo dance                    | Ganador   | [ 239 ]         |
| 1999 | MVPA Music Video Awards          | Vídeo pop del año                    | Ganador   | [ 240 ] [ 241 ] |
| 1999 | MVPA Music Video Awards          | Mejor dirección                      | Nominado  | [ 240 ] [ 241 ] |
| 2000 | Ivor Novello Awards              | Éxito internacional del año          | Nominado  | [ 242 ]         |

### Reconocimientos

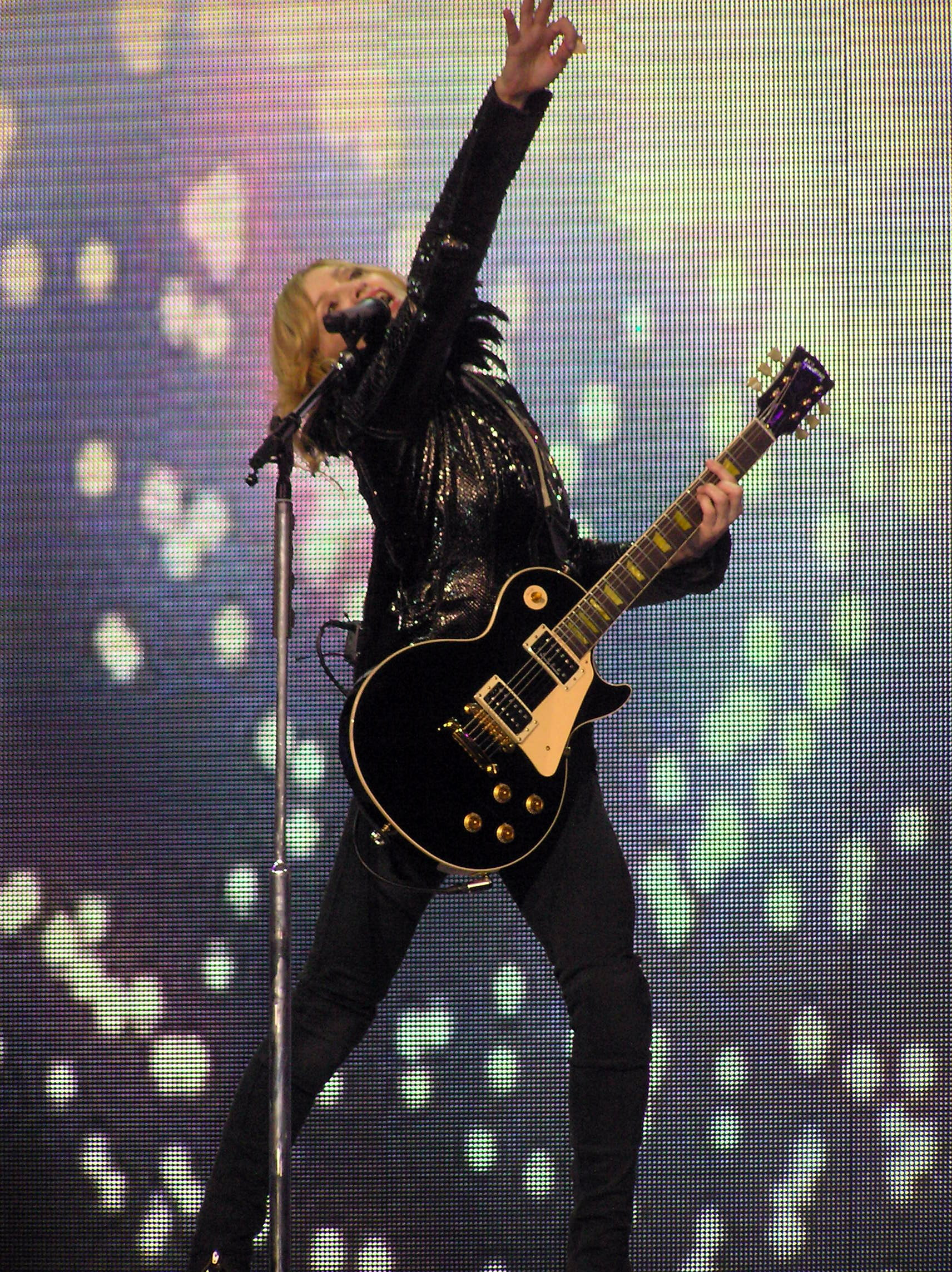
Varios críticos y periodistas han calificado a «Ray of Light» como una de las mejores canciones de Madonna. En la imagen, la cantante interpretando el sencillo en uno de los conciertos del Confessions Tour (2006)

Desde su lanzamiento, «Ray of Light» es a menudo considerado uno de los logros artísticos más importantes en la carrera de Madonna. Tal como explica Liana Jonas de Allmusic, el punto de inflexión más significativo no fue tanto musical, sino el «reconocimiento y elogio de la industria hacia una de las artistas/productoras más talentosas de la música». Francesco Falconi expuso que el impacto mediático de la canción «alcanzó todos los países». Además, se le atribuye que atrajera la atención de la cultura principal a la música electrónica, que ascendió de su estatus underground a una gran popularidad a principios del siglo XXI. Michael Cooper de LA Weekly añadió que «abrió las puertas» para que otros cantantes de pop experimentasen con la electrónica. Tanto la canción como el videoclip fueron reconocidos como los mejores de 1998. Billboard la incluyó en el noveno puesto de las 98 mejores canciones del año; Joe Lynch de la revista afirmó que la cantante «le dio a la radio su canción dance más alegre, entusiasta y reafirmante» desde «Into the Groove» (1985), y concluyó que «fue necesario que una madre innovadora de 39 años introdujera en las radios top 40 lo que en su momento se llamó la eventual adquisición del pop de la electrónica». The Village Voice lo clasificó como el cuarto mejor de 1998 en la encuesta de críticos Pazz & Jop de Robert Christgau. En las listas de los mejores sencillos de la década de 1990, Bill Lamb de LiveAbout.com lo colocó en el puesto 97 y afirmó que «Ray of Light» era un buen título, ya que representaba «una pieza de techno luminosa, extremadamente bailable e ingeniosa». En el conteo de Glamour, quedó en la posición 45 de los 53 más destacados del decenio: Christopher Rosa remarcó que es de los pocos temas «que se sienten de otro mundo» y agregó que es «la electrónica dominante en su forma más elevada, más emotiva y más profunda». En los cien mejores sencillos de los noventa de Slant Magazine, donde logró el decimosexto puesto, Matthew Cole declaró que, al escucharlo, «es fácil imaginar a Madonna encontrando en la cultura rave no solo una nueva imagen, sino una forma de expresar su despertar espiritual. [...] Su calidez emocional es lo que establece la canción como un sencillo destacado incluso en un catálogo tan repleto de clásicos». En 2003, Q la clasificó en el puesto 609 de las «1001 mejores canciones de todos los tiempos», y dos años después, en octubre de 2005, Blender la incluyó en el número 401 de «Las 500 mejores canciones desde que naciste», cuya reseña dijo: «La chica material se vuelve espiritual y su templo es una fiesta rave».
Tanto el sencillo como el videoclip también aparecieron dentro de los mejores de la carrera de Madonna. Rolling Stone la calificó como la octava canción más sobresaliente de la artista; un editor expresó que desde un punto de vista sonoro, «fue más que un salto a la electrónica futurista: sus breakbeats complejos y sonidos metálicos fueron coronados con la voz más poderosa de Madonna hasta la fecha». La misma revista lo incluyó en el segundo puesto de sus veinte mejores vídeos y opinó que ofreció «una energía frenética para el abrazo de Madonna a la música house contemporánea». Sebas E. Alonso de Jenesaispop, que también lo consideró su octavo mejor tema, afirmó que Orbit y Madonna habían creado una de sus composiciones «más minuciosas» y que incluso «al día de hoy se descubren nuevos detalles escuchando en diferentes equipos de alta fidelidad o con diferentes auriculares de alta calidad». El periódico Hoy Bolivia y el sitio Logo lo nombraron su séptimo tema y vídeo más sobresalientes, respectivamente; de esta última publicación, Louis Virtel añadió que su baile a solas fue una «revelación». En una encuesta dirigida a los lectores de Billboard sobre los diez mejores videoclips de la cantante, ocupó el décimo puesto con el 3.1 % de los votos. También alcanzó el cuarto lugar de «Los 10 mejores vídeos que rompieron las reglas», emitido por MTV en agosto de 2006 con motivo del 25.º aniversario del canal. En junio de 2003, obtuvo el 72.º lugar en la lista de «Los 100 mejores vídeos de todos los tiempos» de Slant Magazine. Sumado a lo anterior, varias publicaciones citaron el atuendo de mezclilla que lució en el videoclip como uno de los mejores y más icónicos de Madonna, tales como Harper's Bazaar, People, Parade, Entertainment Weekly y HuffPost. En 2003, la revista Q pidió a los seguidores de la intérprete que eligieran sus veinte sencillos más sobresalientes, y consiguió el cuarto lugar. Figuró en la misma posición del conteo elaborado por Jude Rogers de The Guardian, quien lo describió como uno de sus más «alegres». Chuck Arnold de Entertainment Weekly y Matthew Jacobs del HuffPost lo nombraron su quinto y sexto mejor sencillo, respectivamente; según el primero, si bien la artista «ya dominaba el mundo del pop», fue con «Ray of Light» que se convirtió en «diosa del universo». Para Michael Cooper, fue su segundo mejor sencillo; sostuvo que «no solo la hizo relevante para una nueva generación, sino que también revitalizó su reputación como innovadora del pop y creadora de tendencias». Por último, en su conteo, Guillermo Alonso de la edición española de Vanity Fair lo ubicó en la vigésima posición y reseñó:

And I feel like I just got home debe de ser una de las mejores frases que ha cantado Madonna nunca. Cuando escuchamos «Ray of light» por primera vez no sonaba a Madonna, sino a Prodigy. Era feroz y agresiva, pero a la vez fluía suave como unas sábanas de hilo egipcio. Cuando uno la escucha en la elíptica y llega ese descanso hacia el final de la canción en el que la música se detiene y Madonna canta la estrofa únicamente sobre unas guitarras, uno parece haber alcanzado el cielo. Parece haber llegado a casa, efectivamente.

## Lista de canciones y formatos
| 7" / CD / casete |                                    |          |  |
| N.º              | Título                             | Duración |  |
| 1.               | «Ray of Light» (versión del álbum) | 5:19     |  |
| 2.               | «Has to Be»                        | 5:15     |  |

| 2x12" |                                               |          |  |
| N.º   | Título                                        | Duración |  |
| 1.    | «A1 Ray of Light» (Sasha's Ultra Violet Mix)  | 10:43    |  |
| 2.    | «A2 Ray of Light» (Sasha Strip Down Mix)      | 5:00     |  |
| 3.    | «B1 Ray of Light» (Victor Calderone Club Mix) | 9:29     |  |
| 4.    | «B2 Ray of Light» (William Orbit Liquid Mix)  | 8:03     |  |
| 5.    | «B1 Ray of Light» (Sasha Twilo Mix)           | 10:58    |  |
| 6.    | «C2 Ray of Light» (Victor Calderone Drum Mix) | 5:26     |  |
| 7.    | «D1 Ray of Light» (Orbit's Ultra Violet Mix)  | 6:59     |  |
| 8.    | «D2 Ray of Light» (versión del álbum)         | 5:19     |  |

| 12" |                                               |          |  |
| N.º | Título                                        | Duración |  |
| 1.  | «A1 Ray of Light» (Sasha's Ultra Violet Mix)  | 10:43    |  |
| 2.  | «A2 Ray of Light» (William Orbit Liquid Mix)  | 8:03     |  |
| 3.  | «B1 Ray of Light» (Victor Calderone Club Mix) | 9:29     |  |
| 4.  | «B2 Ray of Light» (versión del álbum)         | 5:19     |  |

| CD  |                                           |          |  |
| N.º | Título                                    | Duración |  |
| 1.  | «Ray of Light» (versión del álbum)        | 5:19     |  |
| 2.  | «Has To Be»                               | 5:15     |  |
| 3.  | «Ray of Light» (Sasha's Ultra Violet Mix) | 10:43    |  |

| Casete / Maxi CD / CD 1 / EP |                                            |          |  |
| N.º                          | Título                                     | Duración |  |
| 1.                           | «Ray of Light» (versión del álbum)         | 5:19     |  |
| 2.                           | «Ray of Light» (Sasha's Ultra Violet Mix)  | 10:43    |  |
| 3.                           | «Ray of Light» (William Orbit Liquid Mix)  | 8:03     |  |
| 4.                           | «Ray of Light» (Victor Calderone Club Mix) | 9:29     |  |

| Maxi CD / CD 2 |                                            |          |  |
| N.º            | Título                                     | Duración |  |
| 1.             | «Ray of Light» (Sasha's Twilo Mix)         | 10:58    |  |
| 2.             | «Ray of Light» (Sasha's Strip Down Mix)    | 5:00     |  |
| 3.             | «Ray of Light» (Victor Calderone Drum Mix) | 5:26     |  |
| 4.             | «Ray of Light» (Orbit's Ultra Violet Mix)  | 6:59     |  |

| VHS |                |          |  |
| N.º | Título         | Duración |  |
| 1.  | «Ray of Light» | 5:39     |  |

| Descarga digital - Single Mixes |                                                |          |  |
| N.º                             | Título                                         | Duración |  |
| 1.                              | «Ray of Light»                                 | 5:22     |  |
| 2.                              | «Ray of Light» (William Orbit Ultraviolet Mix) | 7:00     |  |
| 3.                              | «Ray of Light» (Sasha Strip Down Mix)          | 5:02     |  |
| 4.                              | «Ray of Light» (Victor Calderone Club Mix)     | 9:30     |  |
| 5.                              | «Ray of Light» (Sasha Twilo Mix)               | 10:59    |  |
| 6.                              | «Ray of Light» (William Orbit Liquid Mix)      | 8:06     |  |
| 7.                              | «Ray of Light» (Sasha Ultraviolet Mix)         | 10:46    |  |
| 8.                              | «Ray of Light» (Victor Calderone Drum Mix)     | 5:28     |  |
| 9.                              | «Has to Be»                                    | 5:17     |  |

## Posicionamiento en listas
| País (Lista 1998)                               | Posición más alta |
| ----------------------------------------------- | ----------------- |
| Alemania (Offizielle Deutsche Charts)           | 28                |
| Australia (ARIA)                                | 6                 |
| Austria (Ö3 Austria Top 40)                     | 31                |
| Bélgica Flandes (Ultratop Singles)              | 25                |
| Bélgica Valonia (Ultratop Singles)              | 33                |
| Canadá (RPM Top 100 Tracks)                     | 3                 |
| Canadá (RPM Dance)                              | 16                |
| Canadá (Soundscan)                              | 7                 |
| Escocia (Official Charts Company)               | 1                 |
| España (AFYVE)                                  | 1                 |
| Estados Unidos (Billboard Hot 100)              | 5                 |
| Estados Unidos (Adult Pop Songs)                | 39                |
| Estados Unidos (Dance Club Songs)               | 1                 |
| Estados Unidos (Dance Maxi-Singles Sales)       | 2                 |
| Estados Unidos (Hot 100 Airplay)                | 26                |
| Estados Unidos (Hot 100 Singles Sales)          | 5                 |
| Estados Unidos (Pop Songs)                      | 13                |
| Estados Unidos (Rhythmic)                       | 32                |
| Estados Unidos (Top Video Sales)                | 14                |
| Estados Unidos (Top Music Videos)               | 4                 |
| Estados Unidos (Gavin Top 40)                   | 10                |
| Estados Unidos (Gavin Hot A/C)                  | 22                |
| Estados Unidos (R&R CHR/Pop)                    | 10                |
| Estados Unidos (R&R CHR/Rhythmic)               | 35                |
| Estados Unidos (R&R Hot/AC)                     | 30                |
| Europa (Eurochart Hot 100 Singles)              | 9                 |
| Europa (European Radio Top 50)                  | 1                 |
| Finlandia (Suomen virallinen lista)             | 2                 |
| Francia (SNEP)                                  | 18                |
| Grecia (IFPI Greece)                            | 1                 |
| Hungría (Mahasz)                                | 6                 |
| Irlanda (IRMA)                                  | 16                |
| Islandia (Íslenski Listinn Topp 40)             | 9                 |
| Italia (Musica e dischi)                        | 5                 |
| Nueva Zelanda (Recorded Music NZ)               | 9                 |
| Países Bajos (Top 40)                           | 17                |
| Países Bajos (Single Top 100)                   | 22                |
| Polonia (LP3)                                   | 4                 |
| Reino Unido (UK Singles Chart)                  | 2                 |
| Suecia (Sverigetopplistan)                      | 14                |
| Suiza (Schweizer Hitparade)                     | 32                |
| País (Lista 2010)                               | Posición más alta |
| Estados Unidos (Dance/Electronic Digital Songs) | 23                |

| País (Lista 1998)                         | Posición más alta |
| ----------------------------------------- | ----------------- |
| Australia (ARIA)                          | 57                |
| Canadá (RPM Top 100 Tracks)               | 16                |
| Estados Unidos (Billboard Hot 100)        | 75                |
| Estados Unidos (Dance Club Songs)         | 1                 |
| Estados Unidos (Dance Maxi-Singles Sales) | 4                 |
| Estados Unidos (Hot 100 Singles Sales)    | 65                |
| Estados Unidos (Pop Songs)                | 61                |
| Estados Unidos (Top Video Sales)          | 92                |
| Estados Unidos (R&R CHR/Pop)              | 62                |
| Europa (Eurochart Hot 100 Singles)        | 93                |
| Europa (European Radio Top 50)            | 18                |
| Francia (SNEP)                            | 93                |
| Italia (Hit Parade Italia)                | 59                |
| Reino Unido (UK Singles Chart)            | 68                |
| País (Lista 1999)                         | Posición más alta |
| Estados Unidos (Dance Maxi-Singles Sales) | 38                |

## Certificaciones y ventas
| País (organismo certificador) | Certificación | Unidades certificadas / Ventas |
| Físico                        | Físico        | Físico                         |
| ----------------------------- | ------------- | ------------------------------ |
| Australia (ARIA)              | Oro           | 35 000                         |
| Estados Unidos (RIAA)         | Oro           | 500 000                        |
| Reino Unido (BPI)             | Plata         | 400 000                        |
| Digital                       |               |                                |
| Estados Unidos                | —             | 293 000                        |
| Vídeo                         |               |                                |
| Estados Unidos                | —             | 7381                           |

## Créditos y personal

### Dirección
- Grabación en Larrabee Studios North (Universal City, California).
- Masterización en Sterling Sound Studios (Nueva York).

### Personal
- Madonna: voz, composición, producción
- William Orbit: composición, producción
- Clive Maldoon: composición
- Dave Curtiss: composición
- Christine Leach: composición
- Pat McCarthy: ingeniería
- David Reitzas: ingeniería
- Jon Englesby: ingeniería
- Mark Endard: ingeniería
- Matt Silva: ingeniería
- Ted Jensen: masterización
- Mario Testino: fotografía
- Kevin Reagan: diseño, dirección artística

Créditos adaptados de las notas del álbum Ray of Light.